# Kup Krešimira Ćosića 2001./02.
Kup Krešimira Ćosića 2001./02. bilo je jedanaesto po redu košarkaško kup natjecanje u Hrvatskoj. Na završni turnir, koji je odigran po drugi puta u Zadru u Dvorani Jazinama od 4. do 5. travnja 2002. godine, plasirali su se KK Cibona (Zagreb), KK Zadar (Zadar), KK Zagreb (Zagreb) i KK Split Croatia osiguranje (Split).

## Rezultati
| četvrtzavršnica (19. i 26. veljače 2002.)             | rezultat |
| ----------------------------------------------------- | -------- |
| KK Svjetlost Brod (Slavonski Brod) - KK Zadar (Zadar) | 66:96    |
| KK Istra (Pula) - KK Split Croatia osiguranje (Split) | 67:85    |
| KK Zagreb (Zagreb) - KK Triglav osiguranje (Rijeka)   | 83:76    |
| KK Focus (Varaždin) - KK Cibona VIP (Zagreb)          | 62:86    |

| poluzavršnica (Zadar, 4. travnja 2002.)                      | rezultat |
| ------------------------------------------------------------ | -------- |
| KK Cibona VIP (Zagreb) - KK Split Croatia osiguranje (Split) | 78:67    |
| KK Zadar (Zadar) - KK Zagreb (Zagreb)                        | 97:93    |

| završnica (Zadar, 5. travnja 2002.)       | rezultat |
| ----------------------------------------- | -------- |
| KK Zadar (Zadar) - KK Cibona VIP (Zagreb) | 84:88    |

## Osvajači Kupa
Košarkaški klub Cibona VIP (Zagreb): Branimir Longin, Davor Kus, Josip Sesar, Bariša Krasić, Nikola Prkačin, Calvin Jerrell Bowman, Hrvoje Henjak, Marijan Mance, Matej Mamić, Darko Krunić, Luka Žorić (trener: Jasmin Repeša)

## Statistika
- Najbolji igrač završne utakmice: Nikola Prkačin (Cibona)
- Najbolji strijelac završnog turnira: Josip Sesar (Cibona) 41 koš

## Poveznice
- A-1 liga 2001./02.
- A-2 liga 2001./02.
- B-1 liga 2001./02.